# Slavekrigen
Slavekrigen i marts-april 1848 var en ikke-begivenhed i begyndelsen af Treårskrigen. Der gik rygter i Jylland om at tugthusslaverne i Rendsborg var blevet sat på fri fod af oprørerne i Slesvig-Holsten og at slaverne drog hærgende op gennem Jylland. Der dannedes borgervæbninger, som skulle beskytte mod truslen fra slaverne. Til bevæbning af disse korps begyndte mange smede at fremstille blankvåben og geværer – en opgave, som ellers var industrielt organiseret på dette tidspunkt. Flere af disse hastigt fremstillede våben kan i dag ses på lokale museer.
Slavekrigen var sidste gang, bavnesystemet i Nørrejylland blev brugt til sit formål.